# Jebel Imzi
Jebel Imzi är ett berg i Marocko.   Det ligger i regionen Souss-Massa, i den centrala delen av landet, 500 km söder om huvudstaden Rabat. Toppen på Jebel Imzi är 1 527 meter över havet.